# Israël au Concours Eurovision de la chanson 2015
Israël a annoncé en 2014 sa participation au Concours Eurovision de la chanson 2015 à Vienne, en Autriche. 
Nadav Guedj, représentant l'Israël au Concours Eurovision de la chanson, est annoncé le 17 février 2015, à la suite de sa victoire lors du télé-crochet HakoKhav HaBa 2015, émission nommée Rising Star dans les autres pays. 
Sa chanson Golden Boy est présentée le 12 mars 2015.

## Sélection
L'artiste représentant le pays a été sélectionné via l'émission HaKoKhav HaBa, version locale de The Rising Star. Nadav Guedj ayant remporté la finale, le 17 février 2015, il représente Israël à l'Eurovision 2015. Sa chanson est, quant à elle, sélectionnée en interne et présentée le 12 mars 2015. Elle s'intitule Golden Boy

## À l'Eurovision
Israël participe à la seconde demi-finale, le 21 mai 2015. Y arrivant 3e avec 151 points, le pays se qualifia pour la finale. Ce fut la première qualification du pays depuis 2010. Lors de celle-ci, Israël se classe en 9e place avec 97 points.